# Boeing XPBB Sea Ranger
Boeing XPBB Sea Ranger (XPBB-1, Boeing 344) – amerykańska, dwusilnikowa łódź latająca charakteryzująca się bardzo długim czasem lotu wynoszącym 72 godziny. Samolot miał pełnić zadania patrolowe i zwalczać nieprzyjacielskie okręty podwodne. Projekt został zakończony po wybudowaniu jednego egzemplarza prototypowego.

## Historia
Jeszcze przed wybuchem II wojny światowej US Navy złożyła zapotrzebowanie na budowę nowego samolotu patrolowego, zdolnego zwalczać nieprzyjacielskie okręty podwodne na ogromnych obszarach Oceanu Spokojnego i Atlantyckiego. Wykorzystując swoje doświadczenia jakie zebrał Boeing przy budowie i eksploatacji samolotów Boeing 314 Clipper, wytwórnia zaproponowała maszynę oznaczoną jako Model 344. Była to największa dwusilnikowa łódź latająca jaką zbudowano i oblatano podczas II wojny światowej. Zamówienie na prototyp US Navy złożyło w czerwcu 1940 roku a dwa lata później maszyna wzbiła się po raz pierwszy w powietrze. Samolot charakteryzował się bardzo dobrymi parametrami, mógł zabrać na pokład 20 bomb po 450 kg a maksymalny czas przebywania w powietrzu bez dotankowywania maszyny wynosił 3 dni. Pomyślne wyniki prób skłoniły marynarkę do złożenia wstępnego zamówienia na 57 samolotów Sea Ranger. Boeing w celu budowy maszyn przystąpił do stawiania dużej montowni samolotów w Renton w stanie Waszyngton. Niestety już w 1942 roku marynarka zrezygnowała z nowego samolotu. Długie, oceaniczne, patrolowe loty wykonywały maszyny Consolidated PB4Y będące morską wersją doskonałych bombowców Consolidated B-24 Liberator. Niekwestionowana przewaga amerykańskiej marynarki na Atlantyku, coraz większe sukcesy w wojnie z Japonią oraz nacisk na powietrzną ofensywę w wykonaniu ciężkich bombowców strategicznych były przyczyną rezygnacji z seryjnej produkcji Sea Rangera. W wybudowanych zakładach w Renton rozpoczęto montaż innej konstrukcji Boeinga, B-29 Superfortress. Próby z samolotem trwały do 1947 roku, był to jedyny wybudowany egzemplarz, który posiadał również nazwę własną "Lone Ranger".

## Konstrukcja
Sea Ranger był całkowicie metalowym, wolnonośnym górnopłatem. Trójdzielne skrzydła składały się z centropłata o prostokątnym obrysie i trapezowych końcówkach z niewielkim wzniosem, płaty miały bardzo duże wydłużenie (10,7 m) co wpływało na ogromny zasięg i długotrwałość lotu. Na końcach skrzydeł zamontowane były na wysuniętych do przodu wysięgnikach, bezredanowe pływaki stabilizujące. Usterzenie klasyczne, wolnonośne. Jednoredanowy kadłub mieścił dwa pokłady dla dziesięcioosobowej załogi. Napęd stanowiły dwa silniki gwiazdowe chłodzone cieczą Wright R-3350-8 Cyclone z trójłopatowymi śmigłami. 

## Uzbrojenie
Uzbrojenie obronne samolotu składało się z ośmiu karabinów maszynowych kalibru 12,7 mm umieszczonych po dwa w trzech obrotowych wieżyczkach. Jedna z nich znajdowała się na dziobie maszyny, druga na grzbiecie kadłuba za skrzydłami a trzecia na końcu maszyny. Po obu stronach kadłuba umieszczone były dwa kroplowe stanowiska strzeleckie z pojedynczymi karabinami. Samolot mógł również przenosić do 9 100 kg uzbrojenia podwieszanego, bomb, torped, bomb głębinowych.